# 17,5 mm

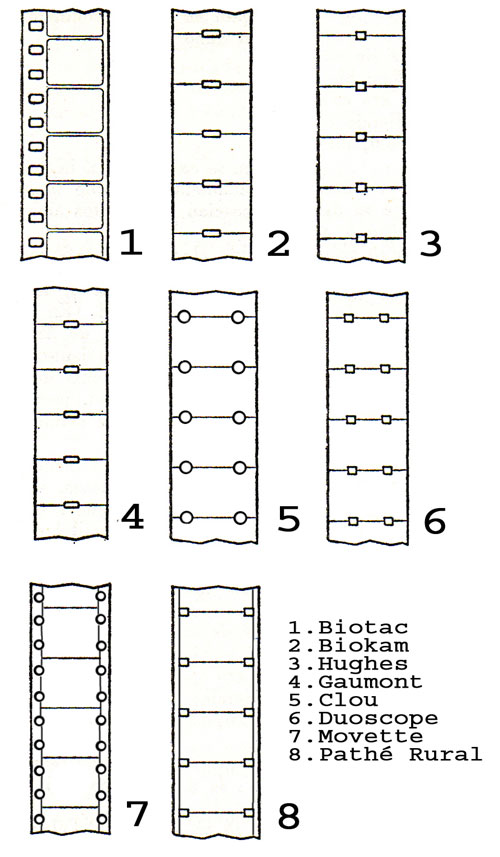

O filme 17,5 mm é um formato de filme de cinema  com 17,5 mm de largura (ou seja metade de 35 mm que é o padrão).
Esta economia em torno da pelicula seduziu muitos dos construtores desde o início do cinema : a primeira data em 1898, Birt Acres em Inglaterra que oferece a câmara e o projetor chamado Birtac usando um filme de 17,5 mm, perfurado em apenas um lado.
Em 1899 Alfred Chave e Alfred Darling apresentam o Biokam que usa este formato com perfurações centrais. Ela não teve muito sucesso, mas Heinrich Ernemann inicia em 1902 em Dresden, o dispositivo Kino I (câmara / projetor ao mesmo tempo) usando uma idêntica pelicula .
Como mostrado na figura abaixo havia outras peliculas mas uma das mais notáveis é a Pathé Rural que foi lançada pela Pathé em 1926. A vontade de Pathé foi competir diretamente com o 16 mm que Kodak lançou há algum tempo atras. O mercado alvo era o da exploração da biblioteca do filme Pathé por pequenas salas e patrocínios.
Apesar de bastante ampla distribuição na França este sistema foi interrompido em 1942 após a sua proibição por parte das autoridades de ocupação alemãs que ditavam o processamento de todos os materiais identificados para o 16 mm formato da propaganda alemã da época.